# Bulbul d'ulleres blaves
El bulbul d'ulleres blaves (Brachypodius nieuwenhuisii; syn: Pycnonotus nieuwenhuisii) és una espècie d'au passeriforme de la família Bilbuls o Pycnonotidae (Pycnonotidae). És endèmica de les muntanyes del nord de Sumatra i Borneo. Es considera que no hi ha prou dades per avaluar el seu estat de conservació.
En algunes fonts en català també se'l coneix com a bulbul olivaci, però no s'ha de confondre amb l'espècie anomenada oficialment bulbul olivaci pel Termcat (Iole viridescens).

## Taxonomia
El Congrés Ornitològic Internacional en la seva llista mundial d'ocells (versió 10.2, juliol 2020) va transferir aquest tàxon del gènere Pycnonotus a Brachypodius. Tanmateix, altres obres taxonòmiques, com el Handook of the Birds of the World i la quarta versió de la BirdLife International Checklist of the birds of the world (Desembre 2019), el consideren encara dins del gènere Pycnonotus.
És un ocell molt rar que es coneix només per dos espècimens trobats els anys 1900 i 1937, i unes poques observacions. L'any 1992 es van registrar cinc albiraments a la reserva forestal de Batu Apoi, a Brunei. El seu nom científic commemora a l'explorador holandès Anton Willem Nieuwenhuis.
Hi ha dubtes sobre si pogués tractar d'un híbrid natural entre el bulbul capnegre (Brachypodius melanocephalos) i la subespècie de Blyth del bulbul ventregris (Ixodia cyaniventris) o algun altre parent proper.
Es reconeixen dues subespècies:
- P. n. inexspectatus - (Chasen, 1939): ocupa el nord de Sumatra
- P. n. nieuwenhuisii - (Finsch, 1901): es troba en el nord de Borneo